# Museum „Leben am Meer“
Das Museum „Leben am Meer“ ist in der ostfriesischen Stadt Esens beheimatet. Sammlungsschwerpunkte sind die Siedlungsgeschichte des Harlingerlandes und die Geschichte der Stadt Esens.  Es ist Mitglied im Museumsverbund Ostfriesland.

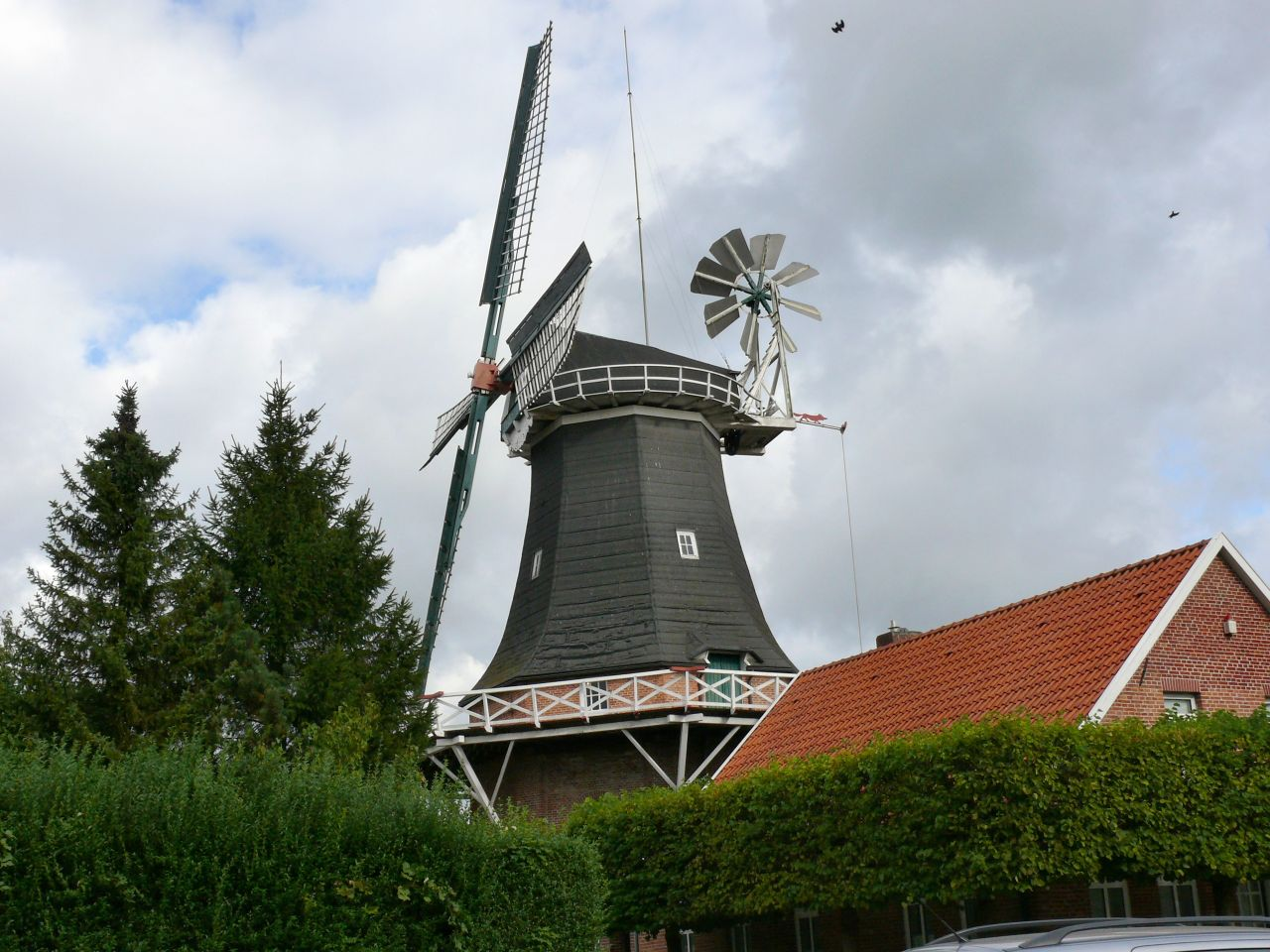
Das Museum „Leben am Meer“ ist in der Peldemühle in Esens untergebracht.

## Geschichte
Das Museum geht auf eine Initiative des Esenser Heimatvereins zurück. Dieser richtete 1980 in einem Raum des ehemaligen Schulgebäudes eine „Heimatstube“ ein. Ein Großteil der dort gezeigten Exponate waren Leihgaben aus Privatbesitz und Spenden Esenser Bürger. 1986 kaufte die Stadt Esens die alte Peldemühle, sanierte sie von Grund auf und überließ dem Heimatverein den Turm als Museum. Dieser erarbeitete daraufhin unter Einbeziehung der Exponate aus der Heimatstube ein Konzept für ein Heimatmuseum Esens, das der Heimatverein im Dezember 1989 eröffnete. 1991 erfolgte die Aufnahme des Museums in den Museumsverbund Ostfriesland. Ab 1993 wurden die Nebengebäude der Mühle in das Museumskonzept einbezogen. 1995 erhielt das Museum seinen neuen Namen Leben am Meer – eine Mühle voller Geschichte(n).